# Nothotrichia cautinensis
Nothotrichia cautinensis är en nattsländeart som beskrevs av Oliver S. Flint Jr. 1983. Nothotrichia cautinensis ingår i släktet Nothotrichia och familjen smånattsländor. Inga underarter finns listade i Catalogue of Life.